# バスで恋して
『バスで恋して』（バスでこいして）は、日本のテレビ番組。恋愛バラエティ番組である。

## 概要
略称は「バス恋」。基本的には一般から参加者を募っていたが、以前番組で失恋したメンバーがリベンジ出場したり、番組スタッフも堂々と出場したりこともあった。
2007年10月1日から2008年3月31日までサンテレビで放送され、2008年10月よりテレビ神奈川とテレビ埼玉で「バスで恋して〜関東版〜」を放送開始。

## 出演者
- ひろやん(2007/12/3・17神戸編）
- スノボ
- ガーゼ
- 173
- ピロシキ
- リーダー

### 関西版
- ロザン（MC）
- 天津（バス恋ガイド）
- Dr.イトー（カウンセラー）
- 河野菜穂真（スペシャルアドバイザー）
- 街道リカ・松谷怜香　（バス恋女神）

### 関東版
- スピードワゴン（MC）
- 月乃さくら（恋愛カウンセラー）
- シーランド（バス恋ガイド）
- 加茂川宇治々（ナレーター）
- 朝比奈優樹（ナレーター）

過去の出演者
- ガルウィング（バス恋ガイド）

## ネット局と放送日時

### 関西版（放送終了）
- サンテレビ：毎週月曜日 24時40分 - 25時10分
- 奈良テレビ放送：毎週月曜日 25時45分 - 26時15分
- テレビ和歌山：毎週木曜日 25時40分 - 26時10分

### 関東版
- テレビ神奈川：毎週木曜日 25時45分 - 26時15分
- テレビ埼玉：毎週日曜日 24時00分 - 24時30分